# Villa dia
Villa dia är en tvåvingeart som först beskrevs av Christian Rudolph Wilhelm Wiedemann 1824.  Villa dia ingår i släktet Villa och familjen svävflugor. Inga underarter finns listade i Catalogue of Life.